# Nuevo San Juan
Nuevo San Juan es una localidad ubicada en la provincia de la Provincia de Colón, en la parte central del país, a 30 km al noroeste de Panamá, la capital del país. A 42 metros sobre el nivel del mar se encuentra en Nuevo San Juan y tiene 1.232 habitantes.
La tierra alrededor de Nuevo San Juan son las colinas occidentales, pero al este es plana. Nuevo San Juan se encuentra en un valle. El área circundante tiene una altitud de 193 metros y 1.6 km al este de Nuevo San Juan. Hay alrededor de 266 personas por kilómetro cuadrado alrededor de la población de Nuevo San Juan. Es la ciudad menos poblada es Chilibre, a 9.3 km al sur de Nuevo San Juan. Cerca del bosque en Nuevo San Juan. En la región alrededor de Nuevo San Juan, las islas son muy comunes.